# 华清大桥
31°31′58″N 120°19′27″E / 31.53281°N 120.32409°E

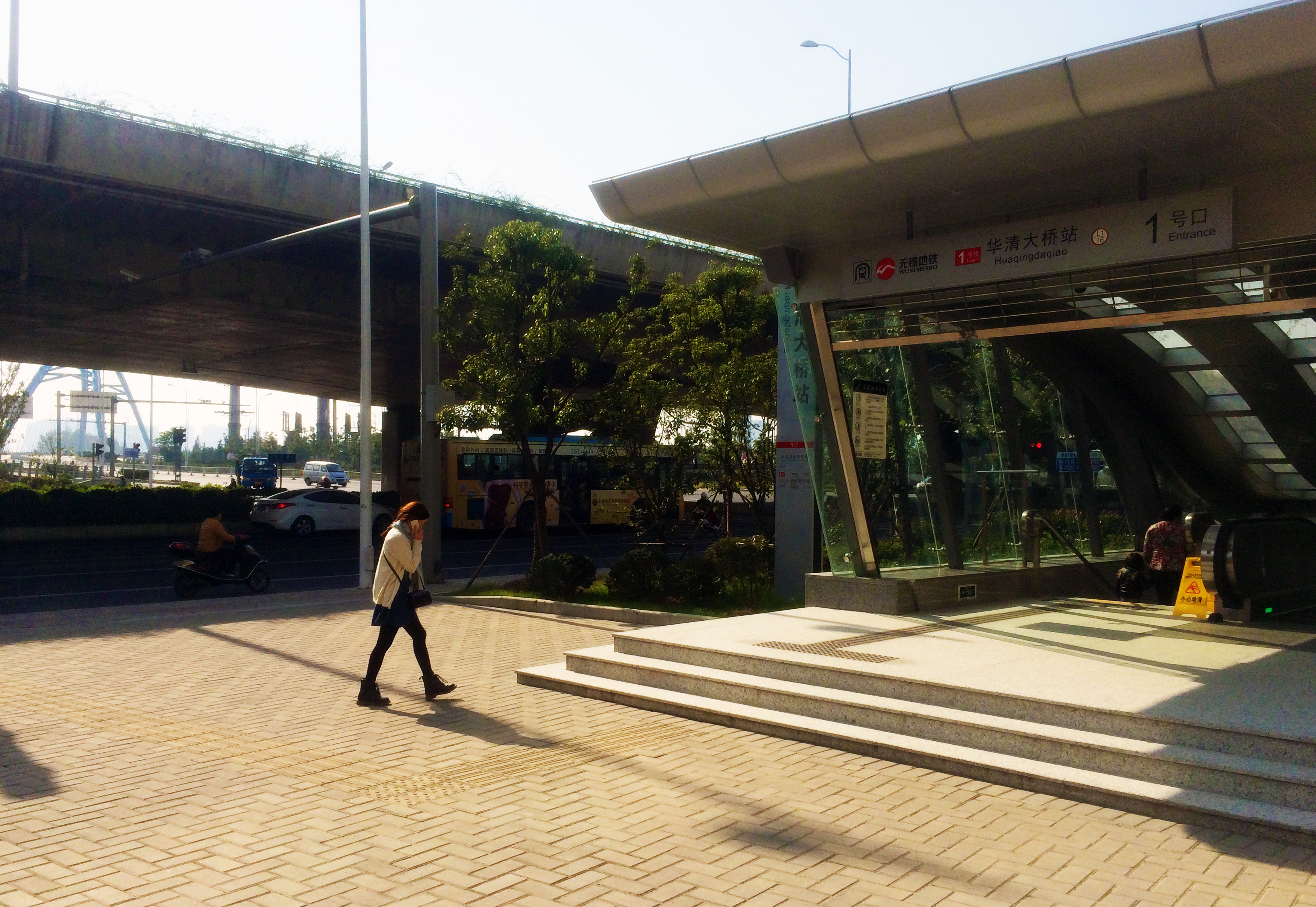
华清大桥站旁的大桥

华清大桥，是位于中华人民共和国江苏省无锡市梁溪区的一座大桥，跨京杭大运河。

## 特点
1965年原建有下甸桥。2004年9月，华清大桥建成，北接清扬路，南接华清路，为下承式提篮拱形桥，总厂487.3米，主桥148米，宽40米。大桥修建成后，取代之前的下甸桥。2006年，为确保苏南运河航运顺利进行四级改三级工程，华清大桥旁边的船舶交易中心转移到锡北运河。

## 相关
- 华清大桥站